# Casanova Lerrone
Casanova Lerrone é uma comuna italiana da região da Ligúria, província de Savona, com cerca de 765 habitantes. Estende-se por uma área de 24 km², tendo uma densidade populacional de 32 hab/km². Faz fronteira com Borghetto d'Arroscia (IM), Cesio (IM), Garlenda, Onzo, Ortovero, Ranzo (IM), Stellanello, Testico, Vessalico (IM), Villanova d'Albenga.

## Demografia
| Variação demográfica do município entre 1861 e 2011                               |
|                                                                                   |
| Fonte: Istituto Nazionale di Statistica (ISTAT) - Elaboração gráfica da Wikipedia |